# Gion Matsuri
O Festival de Gion (祇園祭, Gion Matsuri) acontece anualmente em Kyoto e é um dos mais famosos festivais do Japão. Ele dura o mês inteiro de julho e é coroada com um desfile, o Yamaboko Junko (山鉾巡行), em 17 de julho. Esse evento leva o nome do distrito de Gion.

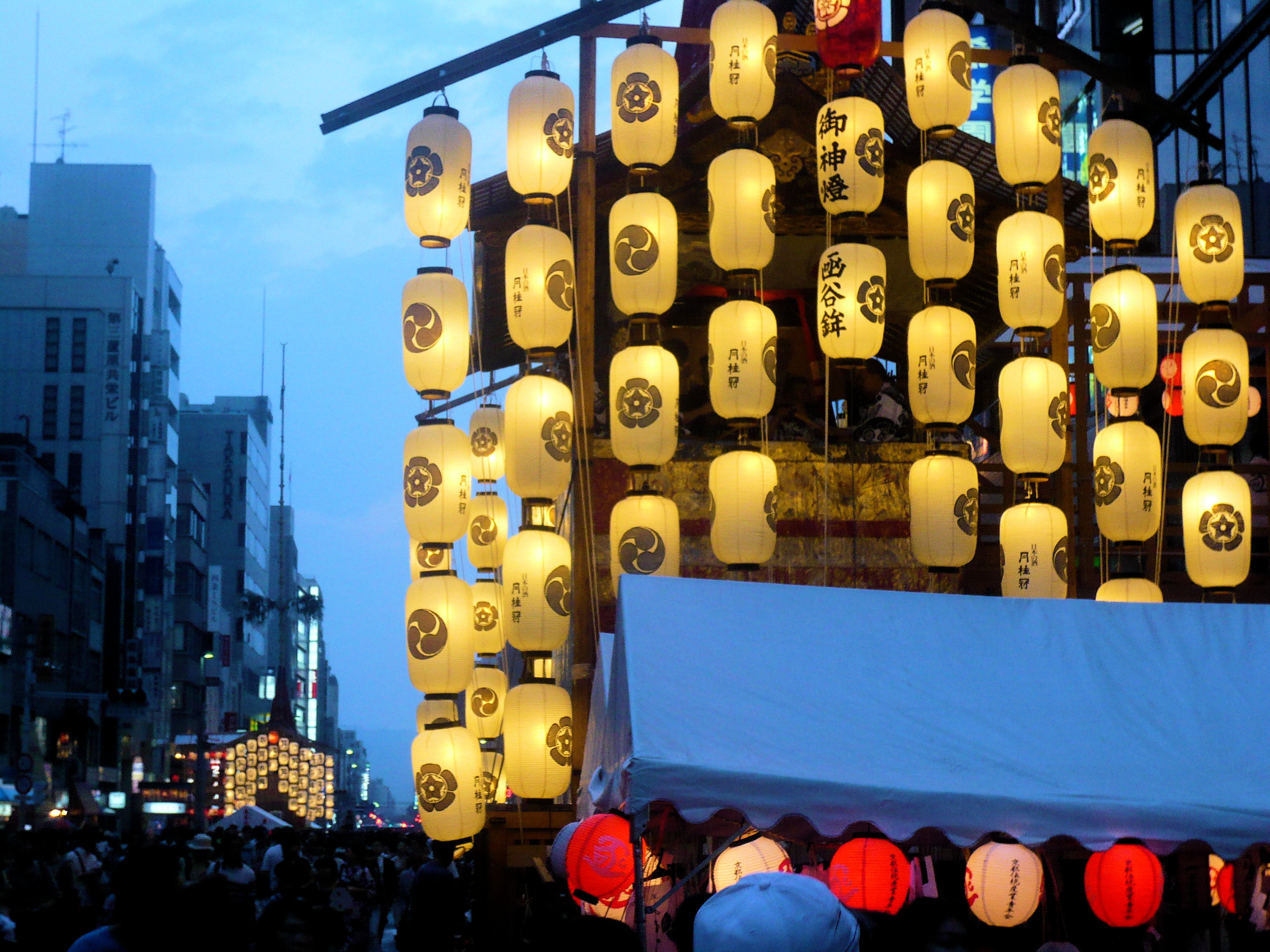
Yoiyama

A região central de Kyoto é reservada para o tráfego de pedestres nas três noites, levando a uma parada de grandes proporções. Essas noites são conhecidas como yoiyama (宵山), em 16 de julho, yoiyoiyama (宵々山), em 15 de julho, e yoiyoiyoiyama (宵々々山), em 14 de julho. As ruas ficam cheias de barracas de comida, tais como yakitori (espetinhos de frango com molho agridoce), taiyaki, takoyaki, okonomiyaki, doces tradicionais japoneses e muitos outros pratos típicos. Muitas meninas vestidas de yukata (kimono de verão) andam pela região, levando consigo bolsas tradicionais e leques de papel.
Durante as noites do yoiyama, algumas casas privadas do velho distrito comercial do kimono abrem suas portas para o público, exibindo valiosas heranças de família, em um costume conhecido como Byobu Matsuri (Festival da Tela Dobrável). Essa é uma grande oportunidade de visitar uma residência tradicional japonesa em Kyoto.

## História

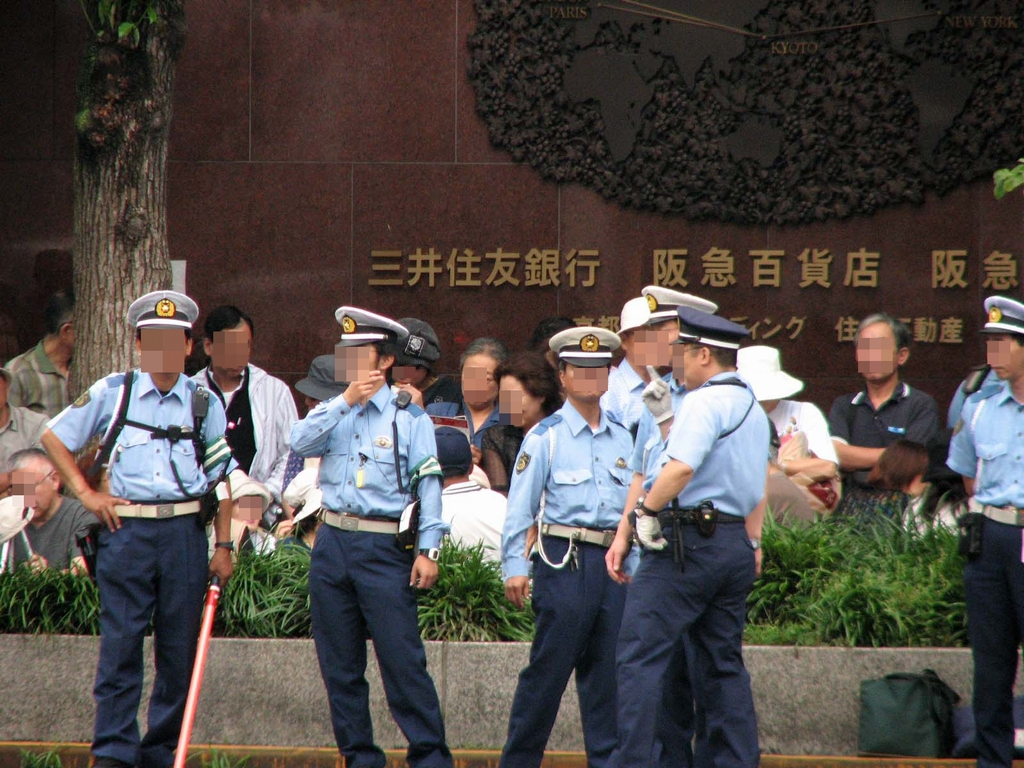
Policiais preparados caso seja necessário controlar a multidão.

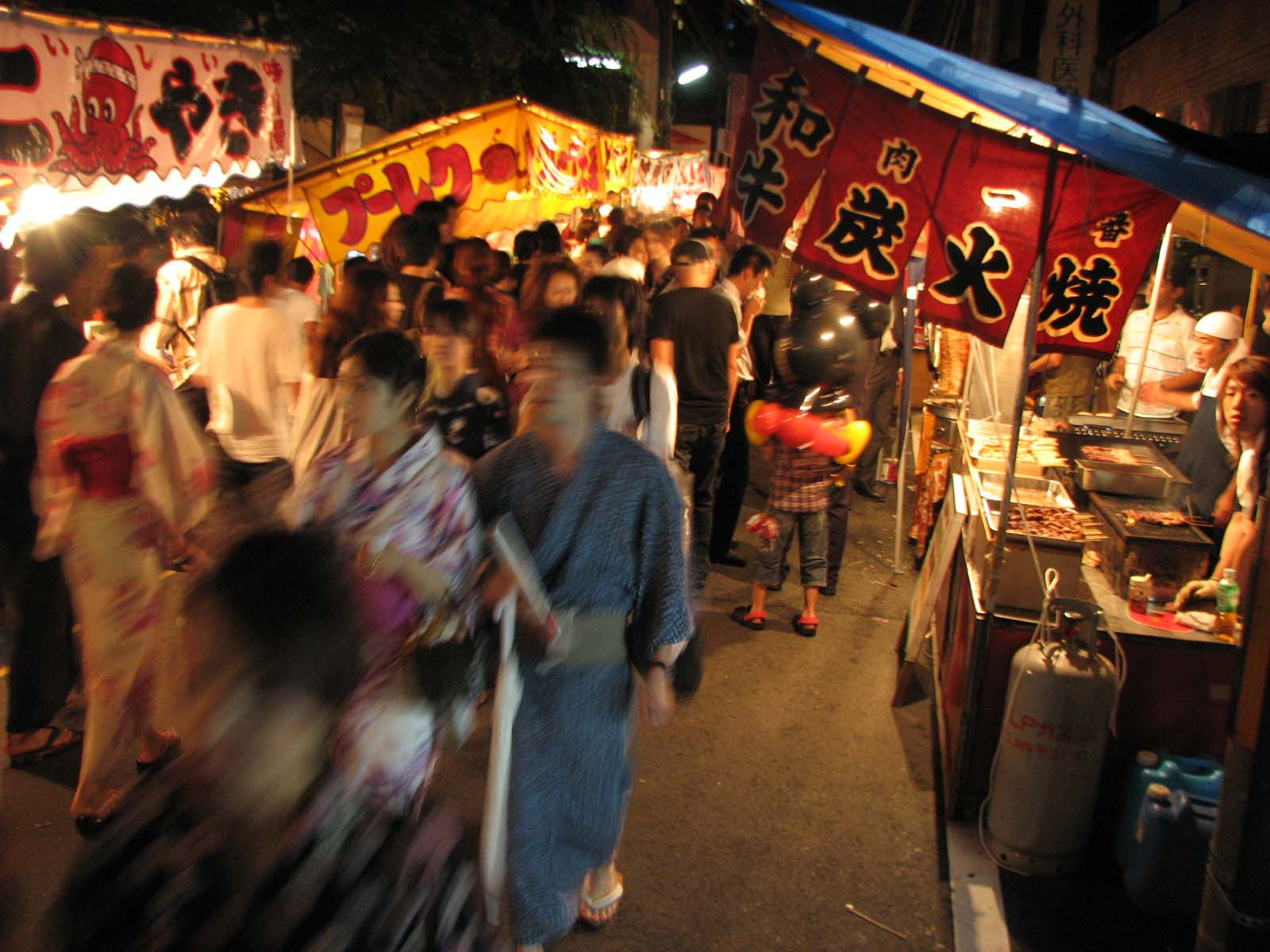
Barracas de comida durante o festival.

Este festival teve origem como parte de um ritual de purificação (goryo-e) para acalmar os deuses e não acontecerem incêndios, enchentes e terremotos. Em 869, o povo estava sofrendo com pragas e pestes, cuja autoria foi atribuída à divindade Gozu Tenno (牛頭天王). O Imperador Seiwa ordenou ao povo que rezasse para o deus do Santuário Yasaka, em Susanoo. 66 alabardas decoradas e estilizadas, uma para cada província do antigo Japão, foram preparadas e colocadas no Jardim de Shinsen (shinsen-en), juntos com os santuários portáteis (mikoshi), do Santuário Yasaka.
Essa prática se repetia sempre que algum surto ocorria. Em 970, foi decretado como um evento anual e desde então raramente não ocorre. Com o passar do tempo, a classe mercante que cada vez ficava mais poderosa e influente deixou o festival mais elaborado e, no Período Edo (1603-1868), usou a parada para ostentar sua riqueza.
Em 1533, o Xogunato Ashikaga suspendeu todos os eventos religiosos, mas o povo protestou, defendendo que eles poderiam ficar sem os rituais, mas não sem a procissão. Este evento marca a evolução do festival para sua atual forma. Carros alegóricos menores, que foram perdidos ou danificados com o passar dos séculos foram restaurados e os tecelões da região de Nishijin ofereceram novos itens de tapeçaria para substituir os que estavam destruídos. Quando não estão em uso, os carros alegóricos e os enfeites são guardados em depósitos no centro distrito comercial de Kyoto, ao cuidado dos habitantes locais.

## O Carro Alegórico de Yamaboko

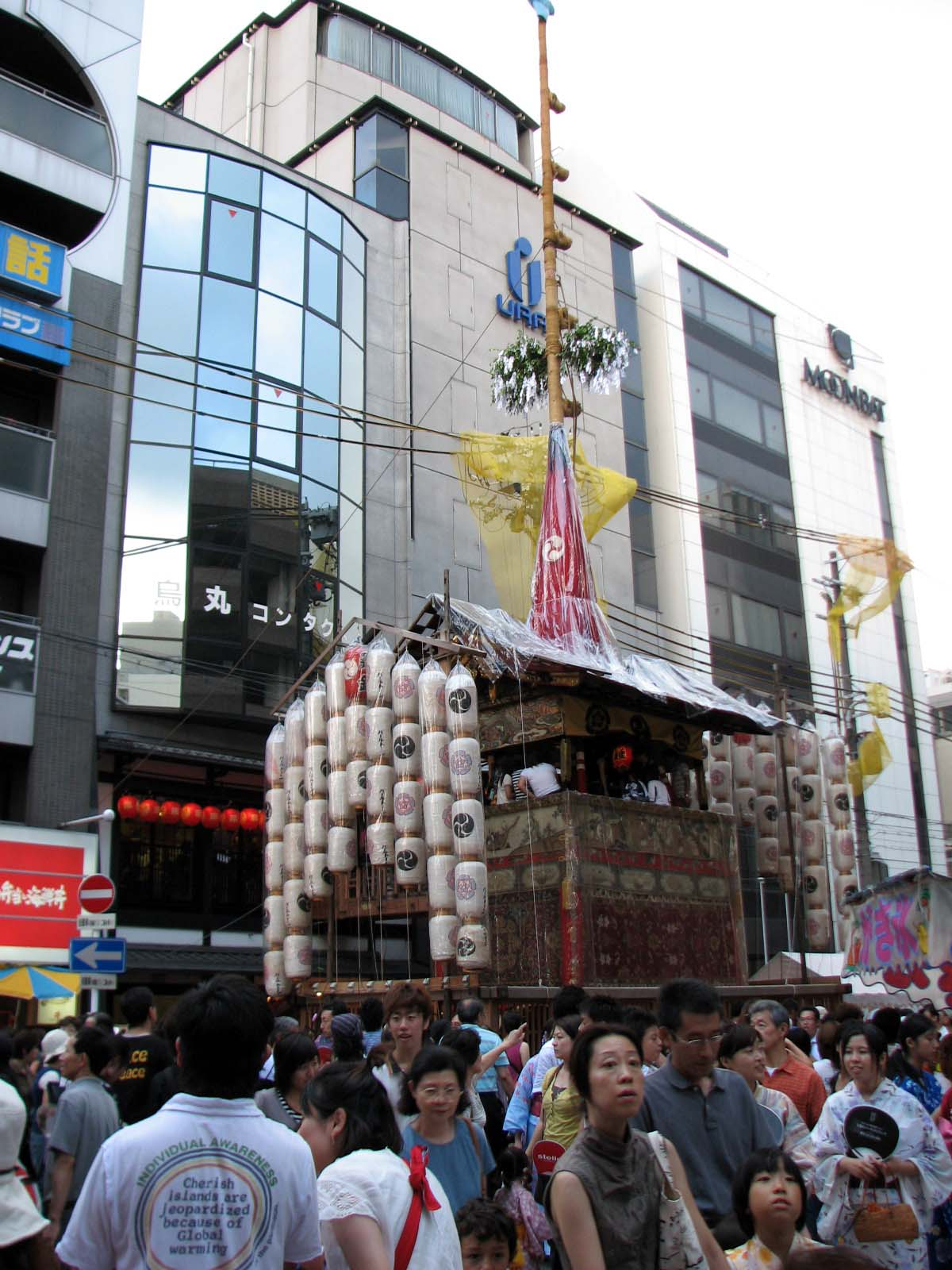
Carro Alegórico de Niwatoriboko, um dos primeiros a iniciar a parada. No topo, os foliões se revezam para entrar no carro, através de um prédio ao lado.

Os carros alegóricos na Parada de Yoiyama são divididos em dois grupos, Hoko e Yama, que são chamados de Yamaboko (ou Yamahoko). Existem 9 dos grandes Hokos (com varas compridas ou alabardas), que representam as 66 lanças usadas no ritual de purificação original, e 23 dos menores Yama, que carregam figuras em tamanho real de pessoas importantes e famosas. Todos os carros alegóricos são decorados com bonitas tapeçarias de Nishijin (a melhor de todo o Japão) ou importados de várias partes do mundo. Além dos elementos artísticos, há muitos músicos e artistas tradicionais em cima dos carros.
Todos os anos, as famílias que mantêm os carros alegóricos fazem um sorteio em uma reunião especial para determinar em que ordem cada um irá entra no festival. Essa ordem é oficialmente definida em uma cerimônia especial antes da parada, durante a qual o Prefeito de Kyoto veste uma roupa especial de juiz. Em cima do Naginata Hoko está o chigo, um jovem garoto com roupas xintoístas e coroado com uma fênix de ouro, escolhido entre as famílias comerciantes de Kyoto como um símbolo sagrado da divindade. Depois de semanas de cerimônias especiais de purificação, período em que ele vive isolado para não se contaminar por nenhuma influência, tal como a presença de mulheres, ele é carregado até o topo do carro alegórico, visto que o garoto não pode tocar o chão. Ele deve cortar uma corda sagrada (shimenawa) com um único corte para começar o matsuri.

### Carros Alegóricos Hoko
- Peso: aproximadamente 12 toneladas
- Altura: aproximadamente 25 metros do chão até a ponta; 8 metros do chão até o telhado
- Diâmetro da roda: cerca de 1,9 metros
- Ocupação: cerca de 30-40 pessoas puxando durante a procissão, normalmente dois homens pilotam.

### Carros Alegóricos Yama
- Peso: 1,2 a 1,6 toneladas
- Altura: cerca de 6 metros
- Ocupação: 14-24 pessoas para puxar, empurrar e carregar